# Crézançay-sur-Cher
Crézançay-sur-Cher – miejscowość i gmina we Francji, w Regionie Centralnym, w departamencie Cher.
Według danych na rok 1990 gminę zamieszkiwało 61 osób, a gęstość zaludnienia wynosiła 8 osób/km² (wśród 1842 gmin Regionu Centralnego Crézançay-sur-Cher plasuje się na 1061. miejscu pod względem liczby ludności, natomiast pod względem powierzchni na miejscu 1257.).